# Roger Cantrell
Roger Cantrell (ur. 8 listopada 1986 w Puyallup) – amerykański bokser kategorii półciężkiej.

## Kariera amatorska
W styczniu 2004 roku był uczestnikiem Mistrzostw Stanów Zjednoczonych w Colorado Springs. W 1/8 finału pokonał minimalnie na punkty (26:25) Keona Johnsona, awansując do ćwierćfinału. W ćwierćfinale zmierzył się z Vanesem Martirosyanem, z którym przegrał wyraźnie na punkty (0:12), odpadając z rywalizacji. W maju 2004 roku był uczestnikiem amerykańskiego turnieju Golden Gloves, który miał miejsce w Kansas City. Rywalizację w kategorii półśredniej Cantrell rozpoczął od pokonania na punkty Marka Daleya w 1/16 finału. W 1/8 finału wyeliminował Jose Gonzalesa, wygrywając z nim na punkty. W ćwierćfinale Cantrell zmierzył się z Henrym Crawfordem, z którym przegrał na punkty. W marcu 2005 roku był uczestnikiem Mistrzostw Stanów Zjednoczonych w Colorado Springs. Cantrell rywalizację w kategorii średniej rozpoczął od zwycięstwa nad Quentinem McCoyem, wygrywając z nim na punkty (22:9). W kolejnej walce przegrał z Edwinem Rodríguezem, ulegając mu na punkty (6:13).
Jako amator dwukrotnie zwyciężał w turnieju Tacoma Golden Gloves.

## Kariera zawodowa
Jako zawodowiec zadebiutował 14 maja 2005 roku, pokonując przez techniczny nokaut w pierwszej rundzie Richarda Gabaldona. Cantrell zwyciężył również trzy kolejne pojedynki przed czasem w pierwszej rundzie, pokonując Bena Witthara, Davida Jonesa oraz Aarona Soboleskiego. Po kilku kolejnych zwycięstwach, 16 listopada 2007 roku zmierzył się z niepokonanym rodakiem Andre Wardem. Ward zwyciężył przez techniczny nokaut w piątej rundzie, gdy sędzia przerwał pojedynek.
30 kwietnia 2010 roku zmierzył się z Polakiem Andrzejem Fonfarą w walce o młodzieżowe mistrzostwo świata WBC w kategorii półciężkiej. Cantrell przegrał pojedynek przez techniczny nokaut w czwartej rundzie, doznając drugiej porażki w karierze.